# Петушков, Александр Васильевич
Александр Васильевич Петушков (декабрь 1901, Красномайский, Тверской округ — март 1965, Москва) — советский стеклодув. Заведующий стеклодувной мастерской Института физических проблем. Мастер по изготовлению сложных приборов для физических и химических опытов. Участник атомного проекта. Лауреат Сталинской премии (1953).

## Биография
Александр Петушков родился в декабре 1901 года в посёлке при стеклозаводе под Вышним Волочком (ныне посёлок Красномайский). Его отец Василий Петушков работал на этом заводе стеклодувом. Юный Александр, будучи его помощником, осваивал ремесло, и к 12 годам сам стал рабочим. Его старший брат, Егор Васильевич Петушков, также был стеклодувом. После гражданской войны Егор уехал в Ленинград и поступил стеклодувом в Физико-технический институт.
Во время гражданской войны Александр Петушков добровольцем вступил в Красную Армию, воевал на Петроградском фронте против Н. Н. Юденича. Демобилизовался в Гжатске, затем переехал к брату в Ленинград, где устроился на работу в Физико-технический институт стеклодувом у Н. Н. Семёнова. Младший брат Василий Петушков также стал работать вместе с ними. Братья учились мастерству у известного ленинградского стеклодува Н. Г. Михайлова. Получили известность как мастера-стеклодувы братья Петушковы. Они занимались изготовлением приборов для физических и химических опытов.
С 1930-х годов Александр Петушков работал в московском Институте химической физики под руководством Н. Н. Семёнова. В середине 1930-х годов перешёл в Институт физических проблем, где до конца жизни работал под руководством П. Л. Капицы. Занимал в институте должность заведующего стеклодувной мастерской.
Одной из крупных работ А. В. Петушкова был шаровой четырёхстенный дьюар, благодаря которому П. Л. Капица смог провести эксперимент с жидким гелием. А. В. Петушков также разработал прибор для демонстрации сверхтекучести жидкого гелия. В годы Великой Отечественной войны он занимался изготовлением стеклянных ртутных реле с контактами из платиновой проволоки для заводской машины по ожижению кислорода. Летом 1946 года А. В. Петушков изготовил для П. Л. Капицы почти полностью стеклянный самовар (за исключением электроспирали нагрева).
22 декабря 1951 года в Институте физических проблем широко отмечалось 50-летие А. В. Петушкова. В его адрес было направлено около 100 поздравительных телеграмм. В числе их авторов были академики А. Ф. Иоффе, А. Н. Фрумкин, Д. В. Скобельцын, Н. Н. Семёнов и П. Л. Капица.
Во время работы над советской водородной бомбой А. В. Петушков подвергался облучению, из-за чего болел. Умер в Москве в марте 1965 года.

## Награды и звания
- Сталинская премия третьей степени (1953) — за разработку и промышленное освоение методов выделения и переработки трития[8]
- Орден «Знак Почёта»[3]